# Ataxia cayensis
Ataxia cayensis är en skalbaggsart som beskrevs av Chemsak och Feller 1988. Ataxia cayensis ingår i släktet Ataxia och familjen långhorningar.
Artens utbredningsområde är Belize. Inga underarter finns listade.